# Епархия Динаджпура
Епархия Динаджпура (лат. Dioecesis Dinaipurensis) — епархия Римско-католической церкви c центром в городе Динаджпур, Бангладеш. Епархия Динаджпура входит в митрополию Дакки. Кафедральным собором епархии Динаджпура является собор святого Франциска Ксаверия.

## История
25 мая 1927 года Римский папа Пий XI выпустил бреве Supremi Apostolatus, которым учредил епархию Динаджпура, выделив её из епархии Кришнагара.
17 января 1952 года епархия Динаджпура передала часть своей территории новой епархии Джалпайгури.
21 мая 1990 года епархия Динаджпура передала часть своей территории для возведения новой епархии Раджшахи.

## Ординарии епархии
- епископ Santino Taveggia, P.I.M.E. (18.06.1927 — † 2.06.1928);
- епископ Giovanni Battista Anselmo, P.I.M.E. (7.02.1929 — 16.10.1947);
- епископ Giuseppe Obert, P.I.M.E. (9.12.1948 — 5.09.1968);
- епископ Майкл Розарио (5.09.1968 — 17.12.1977) — назначен архиепископом Дакки;
- епископ Theotonius Gomes, C.S.C. (19.12.1978 — 23.02.1996);
- епископ Moses Costa, C.S.C. (5.07.1996 — 6.04.2011) — назначен епископом Читтагонга.
- епископ Sebastian Tudu (с 29.10.2011)

## Источник
- Annuario Pontificio, Ватикан, 2007
- Бреве Supremi Apostolatus, AAS 19 (1927), стр. 373  (лат.)